# Davidson Drobo-Ampem
Davidson Drobo-Ampem (Accra, 26 marzo 1988) è un calciatore ghanese, difensore del Teutonia Ottensen.

## Biografia
Ha acquisito la cittadinanza tedesca nell'ottobre 2015. Nell'occasione, ha cambiato il proprio cognome da "Drobo-Ampem" a "Eden".

## Caratteristiche tecniche
Difensore centrale, può giocare come terzino su entrambe le fasce.

## Carriera
Nell'estate del 2012 l'Esbjerg lo riscatta per 30000 € dal St. Pauli, dopo averlo prelevato in prestito in due occasioni (gennaio-giugno 2011, agosto 2011-giugno 2012).

## Palmarès

### Club

#### Competizioni nazionali
- 1. Division: 1

Esbjerg: 2011-2012
- Coppa di Danimarca: 1

Esbjerg: 2012-2013